# Eysines
Eysines é uma comuna francesa na região administrativa da Nova Aquitânia, no departamento da Gironda. Estende-se por uma área de 12,01 km². Em 2010 a comuna tinha 24 374 habitantes (densidade: 2 029,5 hab./km²).365 hab/km².